# Ajeeb

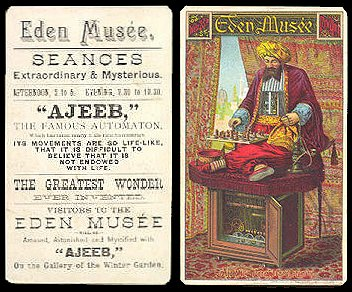
Anúncio ilustrado de uma exibição de Ajeeb.

Ajeeb foi um autômato que supostamente jogava xadrez, criado por Charles Hooper e apresentado ao público pela primeira vez no Royal Polytechnical Institute em 1868.
O Ajeeb era um "autômato" com vestes coloridas de mouro que funcionava através de alavancas e tinha, em seu interior, uma variedade de aparelhos que tornavam o "robô" apto a jogar ao nível dos mestres.
Na verdade, um perito humano permanecia em seu interior e operava as alavancas. O problema era que o primeiro dono e operador do Ajeeb (Charles Hooper) era um homem pequeno, que desenhou a máquina a suas próprias medidas. O trabalho era duro demais — o ar dentro do Ajeeb logo se tornava rarefeito e o homem ficava exausto no calor do verão. Assim, alguns mestres eram contratados para ficar dentro do Ajeeb, mas para eles também as condições físicas eram intoleráveis e havia uma grande rotatividade de pessoal.